# Schöne neue Welt
Schöne neue Welt ist ein 1932 zunächst auf Englisch (Brave New World) erschienener Roman einer negativen Utopie von Aldous Huxley. Er beschreibt darin eine Gesellschaft im Jahre 2540 n. Chr., die zur Wahrung ihrer Stabilität in Kasten geordnet ist und jede Initiative zur Änderung der Strukturen durch Indoktrination, Konsum, Drogen und unmittelbare, vor allem sexuelle Befriedigung erstickt.
Mittels physischer Manipulationen der Embryonen und Föten sowie der anschließenden mentalen Indoktrinierung der Kleinkinder werden die Menschen gemäß den jeweiligen gesellschaftlichen Kasten geprägt, denen sie angehören sollen und die von Alpha-Plus (für Führungspositionen) bis zu Epsilon-Minus (für einfachste Tätigkeiten) reichen. Die Regierung jener Welt bilden die Kontrolleure, Alpha-Plus-Menschen, die von der Bevölkerung wie Idole verehrt werden.
Das Werk gehört zu den einflussreichsten Romanen des 20. Jahrhunderts. Es inspirierte Autoren aller Generationen zu eigenen Zukunftsvisionen. 1998 wählte das Verlagshaus Modern Library ihn auf Rang 5 der 100 besten englischsprachigen Romane des 20. Jahrhunderts. Schöne neue Welt wird auch in ähnlichen Listen der BBC, des Observers und von Le Monde geführt.

## Titel

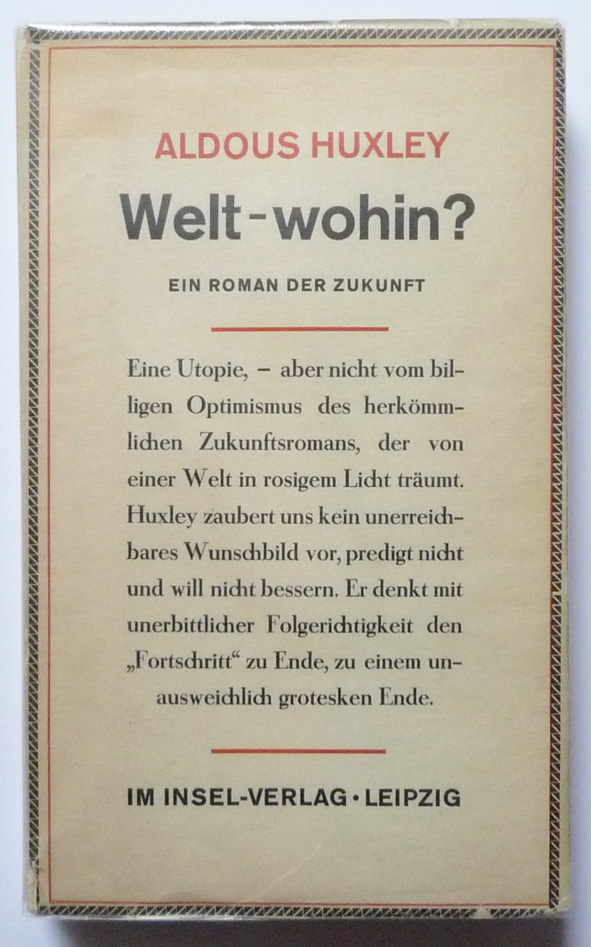
Welt – wohin? Deutsche Erstausgabe, Insel 1932

Der Titel bezieht sich auf Shakespeares Drama Der Sturm: „O, wonder! How many goodly creatures are there here! How beauteous mankind is! O brave new world, that has such people in’t!“ (5. Akt, Vers 181–183)
Auf Deutsch: „O, Wunder! Wie viele herrliche Geschöpfe es hier gibt! Wie schön der Mensch ist! O schöne neue Welt, die solche Bürger trägt!“
Der Roman wurde bereits im Erscheinungsjahr von Herberth E. Herlitschka ins Deutsche übersetzt und erschien zuerst als Welt – wohin? Zwischen Herlitschka und dem Verlag wurden als weitere Titelalternativen neben anderen Wackere neue Welt; Fortschritt – wohin?; Welt am laufenden Band und Herrliche neue Welt diskutiert.
1950 wurde der Titel in Wackere neue Welt und in späteren Auflagen in Schöne neue Welt geändert. Das englische Adjektiv „brave“ bedeutete zu Shakespeares Zeiten nämlich „schön“ und nicht wie im modernen Englisch „tapfer“.

## Motto
Der Roman beginnt mit einem französischen Zitat des Philosophen N. A. Berdjajew, in dem dieser seiner Hoffnung Ausdruck gibt, dass die Intelligenz einen Weg finden werde, die inzwischen möglichen Utopien zu verhindern. Die Übersetzung lautet:
Aber es hat sich als viel leichter erwiesen, diese Utopien zu verwirklichen, als es früher den Anschein hatte. Und nun sieht man sich vor die andere quälende Frage gestellt: wie man um ihre restlose Verwirklichung herumkommen könnte. (...) die Utopien sind realisierbar. (...) Das Leben bewegt sich auf die Utopien zu, und vielleicht eröffnet sich für die Intelligenz und die Kulturschicht ein neues Jahrhundert des Sinnens und Träumens darüber, wie man die Utopie wohl vermeiden, wie man zum nichtutopischen, unvollkommeneren und freieren Staat zurückkehren könne.

## Deutschsprachige Fassungen
In der von Herbert E. Herlitschka übersetzten und vom Verfasser autorisierten deutschen Fassung des Insel Verlags von 1932 ist die Handlung nach Berlin und Norddeutschland verlegt. Auch einige Namen von Figuren der Handlung wurden verändert: Im Original sind viele Personen nach bekannten britischen Unternehmern benannt, in der deutschen Ausgabe entsprechend nach deutschen Unternehmern; ungeändert blieb allerdings Henry Ford, die für den Roman bedeutendste Unternehmerpersönlichkeit. Der Roman wurde unmittelbar nach 1933 auf die Liste der im Nationalsozialismus verbotenen Publikationen gesetzt.
1978 erschien im Verlag Das Neue Berlin eine deutsche Übersetzung von Eva Walch, die wieder die originalen Orts- und Personennamen verwendete.
2013 erschien im S. Fischer Verlag eine weitere Übersetzung von Uda Strätling, die die Eigennamen des Originals ebenfalls unverändert lässt.
Vor allem wegen der unterschiedlichen Verwendung der Namen weichen die beiden späteren Übersetzungen auf Deutsch von der ersten Fassung ab.

## Übersicht

### Kapitel I – III: Struktur der neuen Welt

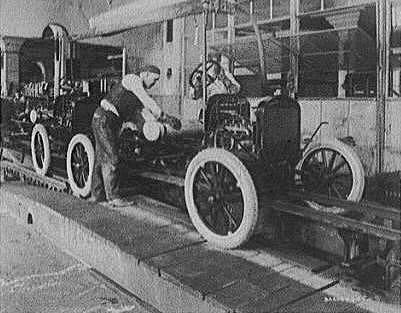
Fließbandfertigung bei Ford 1923

Der Roman spielt um das Jahr 2540 traditioneller Zeitrechnung. Seit mehreren hundert Jahren lebt der überwiegende Teil der Menschheit in einem einzigen Weltstaat, der alle Produktion, auch die der Menschen, störungsfrei plant. Einer Gruppe von Studenten werden – stellvertretend für den Leser – die Grundzüge dieser neuen Zivilisation zunächst von einem Direktor eines Aufzuchtcenters, dann von Mustapha Mond, einem Mitglied der Weltregierung, erläutert.
Obgleich die neue Zivilisation technisch-organisatorisch auf dem zur Zeit der Niederschrift des Romans höchsten industriellen Niveau der Fließfertigung arbeitet und demnach an Fortschritt interessiert ist, wird eine Veränderung der sozialen Strukturen mit allen Mitteln unterbunden: Durch ein perfektes Zusammenspiel von industrieller Arbeitsteilung, funktionaler Prädestination und Konsum wird ein „stabiles Wohlbefinden“ und dadurch gesellschaftliche Stabilität erreicht. Aus den ausschließlich männlichen Alphas (Frauen gibt es höchstens als Beta-Menschen) rekrutieren sich die Leitungen der Organisationen; den Epsilons, den Mitgliedern der niedrigsten Kaste, die später untergeordnete Aufgaben übernehmen, entzieht man im Embryonenstadium Sauerstoff, wodurch sie zu geistig beschränkten Menschen werden. Wie viele Mitglieder für die verschiedenen Kasten produziert werden, entscheidet man nach staatlichen und wirtschaftlichen Anforderungen.
Von der extrauterinen Befruchtung der Eizellen über die Aufzucht bis zur Ausbildung hunderter identischer Klone werden die Menschen durch ein komplexes System der Manipulationen dazu gebracht, „ihre unentrinnbare Bestimmung“ zu akzeptieren und „zu lieben, was man tun muss“: Tiefere emotionale Bindungen zwischen zwei oder mehr Personen sind tabu: „Schließlich gehört jeder jedem“ und „heute ist jeder glücklich“ – und wenn das mal nicht der Fall ist, dann hat man den freien Zugang zur stark dosierbaren Glücksdroge Soma, die einen ohne Kopfschmerzen morgens zur Arbeit gehen lässt.

### Kapitel IV – VI: Kultur der Konformität
Die folgenden Kapitel beschreiben die in dieser Struktur gelebten menschlichen Beziehungen der konformen Mehrheit und der beiden „etwas zu fähigen“ Außenseiter Marx und Watson, die an ihrem „mentalem Überschuss“ leiden.
Nach Ende der Arbeitsschichten verteilen sich die Massen auf die vielfältigen Freizeitangebote indoor und auf den riesigen outdoor-Anlagen: „Nicht Philosophen, sondern Laubsäger und Briefmarkensammler bilden das Rückgrat der Gesellschaft.“
Lenina Crowne, eine als Sex-Partnerin geschätzte Beta-Frau, wird von dem eigenbrötlerischen, extrem intelligenten, aber wegen eines gerüchteweise vermuteten „Fabrikationsfehlers“ körperlich unterentwickelten Alpha Bernard Marx (dt. Sigmund Marx) angezogen, der unter seiner relativen Kleinwüchsigkeit leidet. Er kompensiert seinen Minderwertigkeitskomplex durch nonkonformistische Ansichten, die sein einziger Freund, der gutmütige Alpha Helmholtz Watson (dt. Helmholtz Holmes-Watson) toleriert.

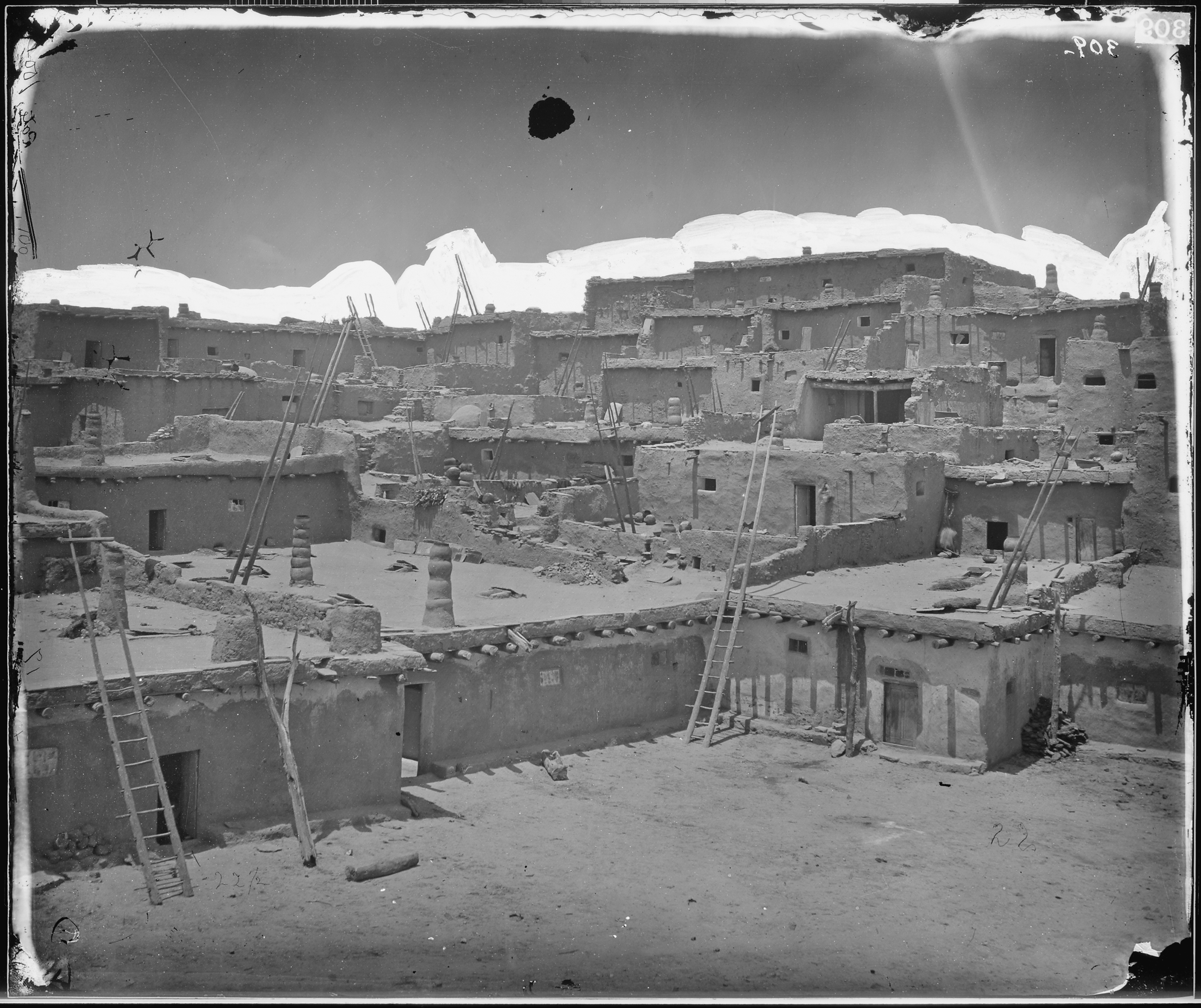
Zuni-Puebleo in Mexico (Foto ca. 1873), Vorbild für Huxleys Reservat

Lenina nimmt trotz ihrer Empörung über manche von Bernards Ansichten seine Einladung zu einem gemeinsamen Kurzurlaub in einem Reservat in New Mexico an, in dem Menschen leben, die als „Wilde“ gelten und nicht in die moderne Gesellschaft integriert werden.

### Kapitel VII + VIII: Leben im Reservat
Lenina und Bernard sind schockiert vom Dorf Malpais (etwa: Schlechtes Land) und dem Anblick der Bewohner des Reservats: Abfälle in den Straßen, Mütter, die auch noch öffentlich stillen, Menschen im Greisenalter, Hunde und Fliegen. „Wie können sie bloß so leben?“ verzweifelt Lenina, und Bernard, die Rückschrittlichkeit des Reservats steigernd, antwortet: „Na ja, sie tun es seit fünf-, sechstausend Jahren. Sie dürften sich allmählich daran gewöhnt haben.“ Dann werden sie Zeugen eines blutigen Fruchtbarkeits- und Initiationsrituals und lernen den hellhäutigen „Wilden“ John Savage (dt. Michel) kennen, der im Dorf seit frühester Kindheit diskriminiert wird. Seine Mutter Linda (dt. Filine) hatte im Reservat während eines Besuchs einen Unfall erlitten und galt als bislang verschollene Besucherin. Sie war von „Wilden“ gesund gepflegt worden, konnte sich aber nicht dem Leben in der Dorfgemeinschaft anpassen. John erzählt von der im Dorf geltenden Monogamie, einer Vergewaltigung seiner Mutter und ihrem außerehelichen Sex mit einem Mann des Dorfes. Anfangs nur von seiner Mutter im Lesen unterrichtet, bildet er sich später mit einer im Dorf vergessenen Gesamtausgabe der Werke Shakespeares weiter. Bernard bittet den Weltcontroller Mustapha Mond, John und seiner Mutter die Erlaubnis zu erteilen, das Reservat zu verlassen und in die „Zivilisation“ zurückzukehren. Mond ist neugierig, den „Wilden“ kennenzulernen, und erteilt daher die Genehmigung.

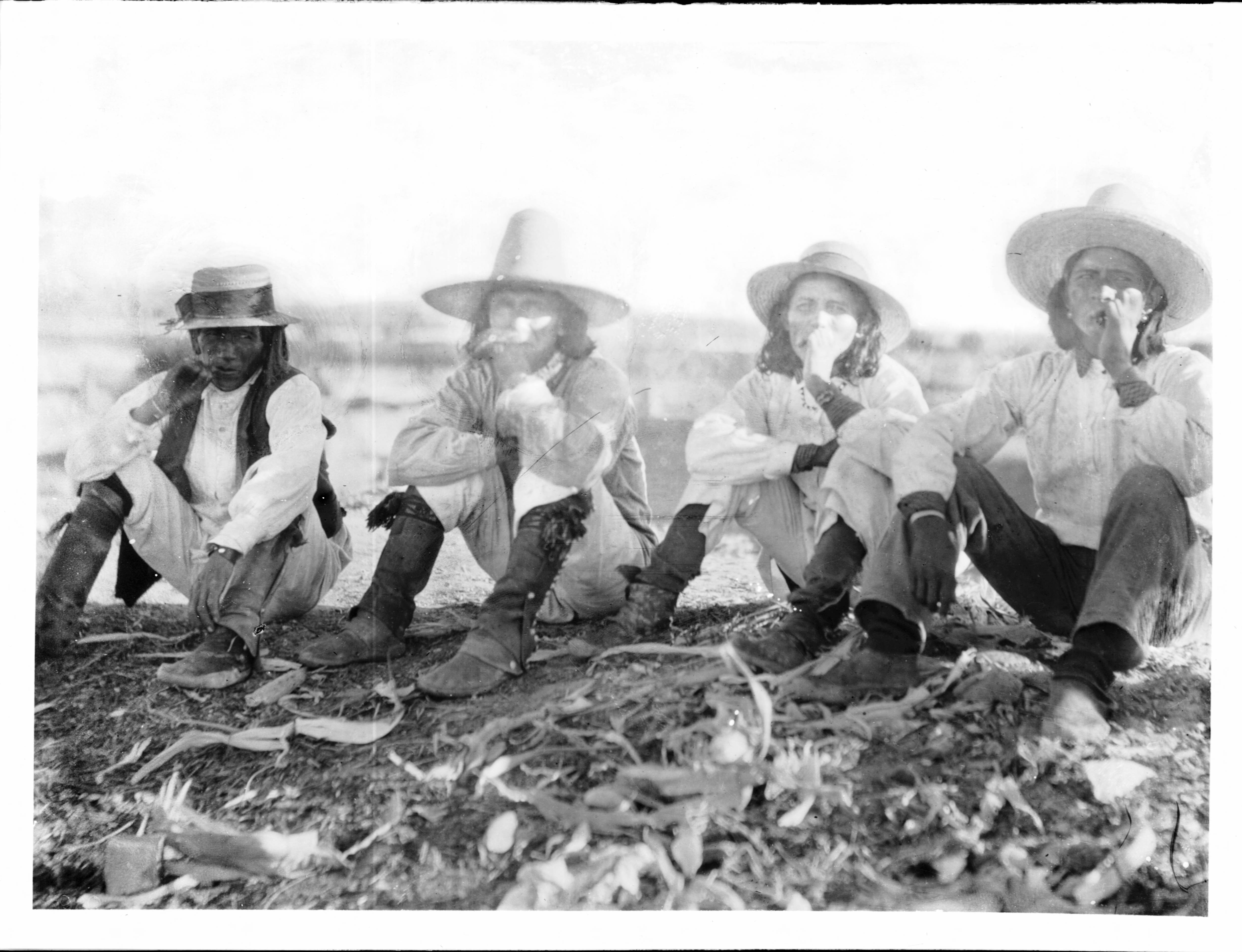
Pueblo-Indianer in Isleta, New Mexico (Foto ca.1898)

### Kapitel IX – XVIII: Der Wilde in der Zivilisation
In diesen Kapiteln gewinnt die Konfrontation von Vergangenheit und Zukunft eine tödliche Dynamik. John Savage, der Wilde, stößt mit der formelhaften Kultur der neuen Zivilisation zusammen, die er mit einer Flut von Shakespeare-Zitaten nicht weniger stereotyp abwehrt, ein hochkultureller Wilder auf seinem Feldzug gegen die kulturlose Massengesellschaft. Zunächst ist John von den Wundern der modernen Gesellschaft beeindruckt, mehr und mehr aber wird er durch deren Sitten verstört.
John und Lenina verlieben sich, aber ihre Liebeskonzepte sind nicht kompatibel: Leninas offene, rein sexuellen Annäherungsversuche zerstören sein idealisiertes Bild von ihr, das Objekt seiner Anbetung wird zum Ziel seiner Verachtung. Als John die Verteilung von Soma-Pillen an eine Gruppe von Deltas stört, werden er und Bernard sowie Helmholtz festgenommen und Mustapha Mond vorgeführt, der Bernard und Helmholtz nach Island bzw. auf die Falkland-Inseln verbannt.
Das „intellektuelle Zentrum“ des Romans ist das 17. Kapitel, in dem Mustapha Mond und John über grundsätzliche Fragen diskutieren: John wehrt sich mit shakespearischen Formulierungen gegen den von Mustapha Mond vertretenen Utilitarismus, gegen das größte Glück der größten Zahl. Er fordert eine Sinngebung durch Gott, eine durch Keuschheit aufgewertete Leidenschaft und eine durch Leiden und Herausforderung gesteigerte Erfolgserfahrung. Erwartungsgemäß kann er den Weltcontroller nicht überzeugen. Da er nicht in der „Zivilisation“ leben und auch nicht ins Reservat zurück will, sucht er sich als Eremitage einen verlassenen Leuchtturm am Rand der Zivilisation.
Dort straft er sein aufkeimendes sexuelles Verlangen nach Lenina mit Selbstgeißelungen, ein Ritual, das er aus seinem Leben im Reservat kennt. John wird dabei heimlich gefilmt und bald belagern Horden von Schaulustigen seine Unterkunft. Auch Lenina besucht ihn und möchte John zur Begrüßung umarmen, John aber stürzt sich mit der Geißel auf sie. Die Umstehenden werden „vom Schrecken des Schmerzes“ angezogen, beginnen zu singen, zu tanzen und einander zu prügeln. Müde von der Dauerekstase schläft John schließlich ein; als er am nächsten Morgen aufwacht, überkommt ihn bei der Erinnerung blankes Entsetzen und er erhängt sich.

## Komposition und Erzählweise
Der Autor hat den Roman in achtzehn Kapitel unterschiedlicher Länge eingeteilt, die mit Blick auf die Handlung in verschiedener Weise zu größeren Abschnitten zusammengefasst werden können: Zum Beispiel in nur zwei große Abschnitte, von denen der erste (Kapitel eins bis sechs) den Grundlagen der Gesellschaftsarchitektur und der Einführung fast aller Hauptfiguren gewidmet ist, der zweite Abschnitt (Kapitel sieben bis achtzehn) dem Indianerreservat und den noch fehlenden beiden Hauptfiguren John Savage und seiner Mutter. Eine andere Zusammenfassung gliedert den Inhalt in vier Abschnitte: im ersten die Gesellschaftsarchitektur (Kapitel eins bis drei), im zweiten die Darstellung der emotionalen Welt wichtiger Figuren (Kapitel vier bis sechs), im dritten die Beschreibung des Reservats (Kapitel sieben und acht) und im letzten die Konfrontation des Wilden mit der neuen Zivilisation (Kapitel neun bis achtzehn).

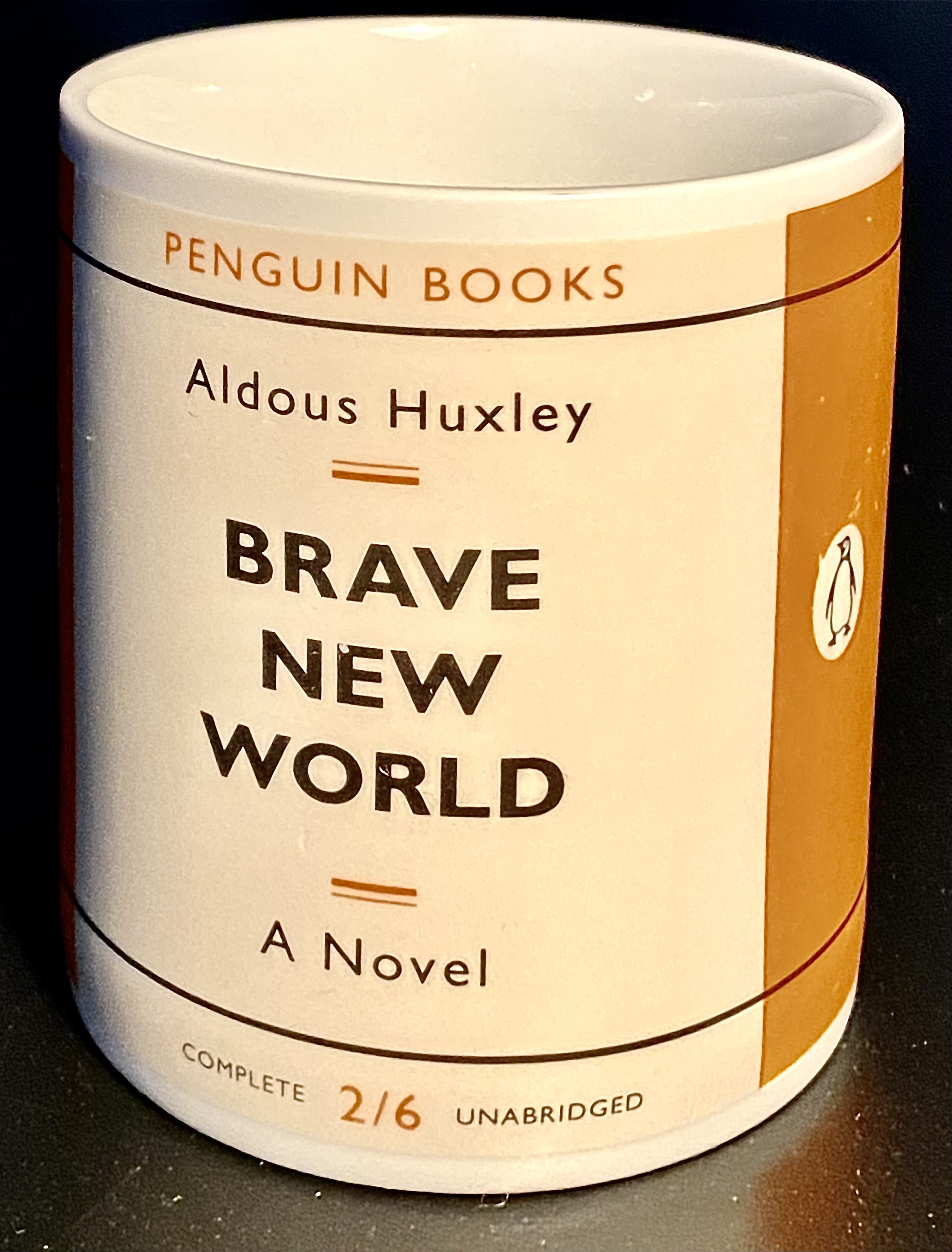
Becher als Fanartikel des Verlags Penguin Books für Brave New World

Der Kern aller Utopien ist der vergleichende Blick auf eine zeitnahe Gegenwart und einen Nicht-Ort, die Utopie, weshalb nicht eine Handlung, eine Entwicklung, im Mittelpunkt steht, sondern eine wenigstens ausschnitthaft vergleichende Doppelethnografie von Vergangenheit und Zukunft. Ethnografie ist ein Erzählen ohne Handlung und benötigt daher die Außenseiter, die, noch verstärkt durch die utopietypische Fixierung auf Stabilität, auf das Nicht-Abenteuer, die Utopie überhaupt erst „dynamisieren und erzählbar machen.“ Daher die das Grundkonzept der neuen Welt unterminierenden drei Außenseiter Bernard, Helmholtz und John und der permanente „Modus eines Reiseberichts“ aus der Schönen neuen Welt oder der Fremdenführung, die als Berichte aus der Arbeitswelt, aus der ausweglosen Freizeit und aus dem Reservat den Roman bestimmen. Die Positionierung des Reservats in der Mitte des Romans betont diese beiden Kapitel als den dramatischen Wendepunkt hin zur expliziten Kritik des Wilden an der Kultur der unmittelbaren Befriedigung.
In einer Utopie dürfen bestimmte Topoi nicht fehlen: Der Topos der Reise als Orts- oder Zeitreise, die Entfaltung der grundlegenden Hypothese einer prästabilierten Harmonie oder harmonischen Stabilität, die Erfindung suggestiver Details wie der Drogenkonsum und die offenen sexuellen Beziehungen, die Adaption wissenschaftlicher, hier: biologischer und pädagogischer, Erkenntnisse, eine Pseudo-Logik wie die von Kontrolle und Glück sowie die Darstellung emotionaler Impressionen. Huxley hat diese Topoi der utopischen Literatur breit ausgestaltet – eine dagegen besondere Erzählstrategie nutzt er im dritten Kapitel, in welchem der Controller die Vorgeschichte der neue Welt seinen historisch ahnungslosen jungen Zuhörern schildert. Dabei werden seine anfangs zusammenhängenden historischen Ausführungen in immer kürzeren Abständen von Sätzen aus der utopischen Zukunft unterbrochen, bis die noch übrig gebliebenen einzelnen Zeilen der Geschichtsdarstellung von der schönen Zukunft gleichsam aufgesogen werden. Denn, wie der Controller sich selbst korrigierend meint: „Geschichte ist Humbug“, was Huxley hier in Form der Mikrostruktur des Textes objektiviert.
Auch eine weitere Detailanalyse der Erzählweise offenbart kompositorische Qualität: Der erste Satz des Romans beschreibt die wuchtige Architektur einer Menschenfabrik der neuen Zivilisation, der zweite nennt ihren Namen in Unterordnung fordernden Großbuchstaben und zugleich die Staatsräson „KOLLEKTIVITÄT, IDENTITÄT, STABILITÄT“. Dann folgt die Beschreibung eines Labors, das auf menschliche Kälte und den Tod des Individuums vorausdeutet. Dieser Tod wird im letzten Satz des Romans zum Tod des Wilden, dessen Leiche sich im Leuchtturm – auch dieser Ort schon ein Symbol – hängend dreht, „Nord, Nordost, Ost, Südost, Süd, Südwest“, und damit für alle „Weltbereiche“ der neuen Zivilisation gültig wird. So schließt sich der dramatische Spannungsbogen von Anfang und Ende, aber da der Roman nicht nur bei den Namen der Protagonisten (siehe unten) „voll von ironischen Wortspielen“ ist, muss die Etikettierung des Romans als negativer Utopie differenziert werden: Der Roman ist nicht nur eine Dystopie, sondern auch eine Gesellschaftssatire.

## Hauptfiguren
Fast alle Figuren des Romans spielen mit ihren Doppelnamen auf historische Persönlichkeiten an, wobei die Namen in älteren deutschsprachigen Fassungen vom englischen Original abweichen. Selbst eine Nebenfigur, ein Reisebegleiter Leninas auf einem Kurztrip nach New York wird vom Autor ironisch aufgeladen: Er heißt Jean Jacques Habibullah nach dem frühdemokratischen Philosophen Jean-Jacques Rousseau und dem 15. Emir Afghanistans, dem weltoffenen, reformfreudigen Herrscher Habibullah Khan.
Mustapha Mond (dt. Mustafa Mannesmann) ist der Weltaufsichtsrat (engl. Resident World Controller) für Westeuropa, der von seinen Untergebenen verehrt wird. Als junger Mann an echten Experimenten interessiert, wurde er vor die Alternative Verbannung oder Aufstieg in den Rat der Controller gestellt. Er hat die verbotene Literatur, zum Beispiel Shakespeare und die Bibel gelesen und ist sich als Alpha-Plus-Plus der negativen Seiten der modernen Welt bewusst, verhält sich aber systemkonform, um deren Fortbestand und seine Führungsrolle nicht zu gefährden. In einem philosophischen Gespräch mit John diskutiert er die Folgen der „schönen neuen Welt“ für Mensch und Gesellschaft.
Lenina Crowne (dt. Lenina Braun) gehört zur Beta-Klasse und ist eine perfekte Bürgerin der neuen Welt: Stets glücklich und angepasst im Verhalten, in der Zentrale für Brut- und Normaufzucht arbeitend. Lenina wird als sehr hübsch und „pneumatisch“ (großbusig?) von Männern beschrieben und ist Objekt sexueller Begierden für eine Reihe von Neben- und Hauptfiguren. Ihre Verhältnisse zu Bernard und John scheitern daran, dass beide Männer eine über oberflächliche Freizeitvergnügungen und Sexualität hinausgehende Beziehung zu ihr wünschen; das empfindet sie als „unnormal“, da „jeder jedem gehört“.
Bernard Marx (dt. Sigmund Marx) ist ein Außenseiter und gehört zur Alpha-Klasse. Ungewöhnlich ist seine geringe Körpergröße, weswegen er mitunter von anderen nicht respektiert wird. Um ihn kreisen Gerüchte eines „Produktionsfehlers“, die ihn zu Unzufriedenheit und nonkonformistischen Gedanken führen: über die Behandlung von Frauen als „Fleisch“ zur Befriedigung sexueller Lust und über die ständige Indoktrination. Als sich aber sein gesellschaftlicher Status durch die Entdeckung des „Wilden“ John erhöht, genießt er seine neuerlangte scheinbare Popularität in vollen Zügen. In Krisensituationen zeigt sich Bernard als ein schwacher, ängstlicher, feiger Charakter, der letztlich den Komfort der modernen Gesellschaft für sein Wohlbefinden braucht.
Helmholtz Watson (dt. Helmholtz Holmes-Watson) ist ein Alpha-Plus, der sich durch ein außergewöhnlich gutes Aussehen, seine hohe Intelligenz und seine natürliche, nicht drogenbedingte, ausgeglichene Gemütsart von seiner Klasse abhebt. Er arbeitet als Dozent am „College of Emotional Engineering“ („Hochschule für Emotionstechnik“) – „Department of Writing“ („Abteilung für Schriftstellerei“). Helmholtz ist ein integrer Charakter, der aus echter Überzeugung handelt und Schwächeren wie Bernard unterstützend zur Seite steht. Nach seiner Bekanntschaft mit John beginnt er, Gedichte zu schreiben, und äußert den Wunsch, schriftstellerisch nicht nur als Erfinder von Slogans tätig zu sein. Seine Verbannung auf die Falkland-Inseln empfindet er daher weniger als Strafe, sondern als eine Chance auf mehr persönliche Freiheit.
John Savage (dt. Michel), der Wilde, ist der „verlorene“ Sohn des Direktors des Brut- und Aufzuchtzentrums und wuchs bei seiner Mutter Linda (dt. Filine) im Reservat auf. Unter den Außenseitern ist er der Radikale: Er wurde auf natürliche Weise gezeugt, im Reservat geboren und durch seine Mutter und die Dorfgemeinschaft aufgezogen. Später fällt ihm eine alte, in der „Zivilisation“ verbotene Shakespeare-Gesamtausgabe in die Hände, seine gesamte Weltanschauung bezieht er aus den Dramen Shakespeares, aus denen er häufig zitiert. Von der „Zivilisation“ fühlt er sich abgestoßen. Vor allem irritiert ihn der ständige Drogenkonsum, die Banalität der Unterhaltungsmedien und die praktizierte Sexualität.

## Die „schöne neue Welt“

### Weltregierung

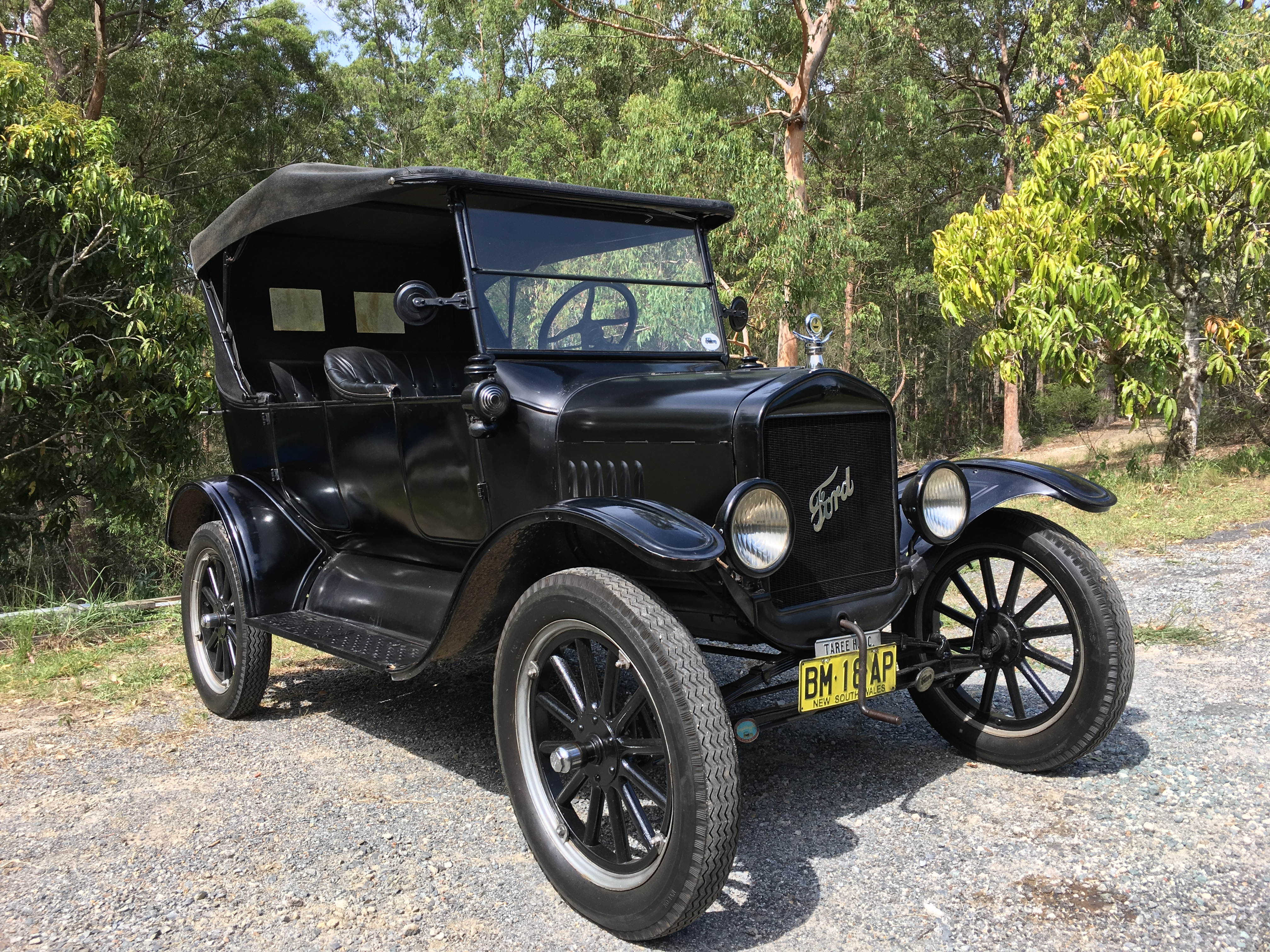
Ford Model T touring (1925)

Der Roman spielt im Jahr 632 A.F., also im Jahre 2540 unserer Zeitrechnung, zu einer Zeit, in der sich der Weltstaat vollständig etabliert hat und fast alle Menschen auf der Erde unter seiner Kontrolle stehen. Das Jahr 1 jener Welt entspricht dem Jahr 1908 unserer Zeitrechnung, in dem das Model T von Henry Ford erstmals vom Band lief. Im Jahre 141 A.F., Anno Ford, in Anlehnung an A.D: anno domini, also im Jahr 2049 n. Chr., brach ein neun Jahre dauernder Krieg aus, in dem chemische und biologische Massenvernichtungswaffen eingesetzt wurden. Danach folgte ein weltweiter wirtschaftlicher Kollaps, weshalb die damaligen Regierungen eine Weltregierung bildeten, die eine langfristige friedliche Reformation beschloss: Es herrscht ein totalitäres, jedoch nicht gewalttätiges politisches System unter dem Primat von „Kollektivität, Identität, Stabilität“. Um eine fortwährend glückliche und wohlhabende Gemeinschaft zu schaffen, wurde Propaganda gegen die natürliche Fortpflanzung gemacht und die ersten Brut- und Aufzuchtzentren geschaffen.
Ein Relikt der alten „primitiven“ Kultur wird in kleinen isolierten Reservaten von der Weltregierung geduldet. Die Menschen in den Reservaten leben in einer traditionellen Stammeskultur, die natürliche Lebensvorgänge wie Geburt, Krankheit und Altern einschließt.

### Kastensystem
Damit keine Menschen mehr auf natürliche Weise gezeugt und geboren werden und der Staat nicht die Kontrolle über Anzahl und Ausprägung seiner Bürger verliert, werden die Menschen konditioniert, natürliche Empfängnis und Elternschaft als etwas Unanständiges aus barbarischen Zeiten zu betrachten. Zusätzlich werden die meisten Frauen sterilisiert, die wenigen fruchtbaren Frauen nehmen nach einem festen Ritual Verhütungsmittel ein. Bei der Produktion von Kindern, also neuen Bürgern, wird die Entwicklung der Embryonen je nach der Klasse, der das Kind zugehören soll, gesteuert. Der Herstellungsvorgang besteht aus zwei unterschiedlichen Verfahren für die beiden oberen und die drei unteren Kasten. Im sogenannten Bokanowsky-Verfahren wird eine befruchtete Eizelle zur Teilung angeregt, aus der 8 bis 96 Embryos entstehen. Hierbei entwickeln sich Klone, identische Menschen, welche allerdings unterentwickelt sind und sich zu „Gammas“, „Deltas“ und „Epsilons“ entwickeln. Zukünftigen Mitgliedern niederer Kasten werden zudem gezielt schädliche Substanzen wie Alkohol verabreicht und Sauerstoff entzogen, um ihre Entwicklung zu hemmen und ihre Intelligenz niedrig zu halten. Alphas und Betas entstehen dagegen aus einer ungeteilten Eizelle, sie sind Individuen. Sie werden mit für die Entwicklung wichtigen Substanzen und Impfungen versorgt.
Die Einteilung der Menschen in die fünf Kasten erfolgt im Roman nicht durch Gentechnik, sondern durch pränatale biologische Einwirkung und postnatale Konditionierung der Mentalität. Nach der Geburt werden die Menschen ihrer „Produktionsklasse“ entsprechend konditioniert. Diese Konditionierung beinhaltet als grundlegende Lektionen für alle Kasten:
- Man ist glücklich, zu seiner Kaste zu gehören und zu keiner anderen.
- Alle Klassen sind unverzichtbar für die Gemeinschaft.
- Man kann nur in der Gemeinschaft glücklich sein, Einsamkeit ist etwas Schlechtes.

Die Konditionierung findet durch zwei Methoden statt: Einerseits über die Belohnung bzw. Bestrafung von Handlungen, andererseits über das Abspielen von Tonbändern mit einfachen, eingängigen Botschaften während des Schlafs der Kinder und Jugendlichen, die „Schlafschule“ (im Original: „hypnopaedia“). Sie stabilisiert die Gesellschaft, indem sie garantiert, dass alle Menschen mit dem System zufrieden sind. Das so vermittelte gemeinsame, einheitliche Weltbild lässt das Individuum ganz in der Gesellschaft aufgehen, nur dort fühlt es sich geborgen.

### Sexualität und Freizeit
Die gesellschaftlichen Normen fordern von den Bürgern zahlreiche sexuelle Kontakte mit kontinuierlich wechselnden Partnern, die ausschließlich dem Vergnügen dienen sollen. Zwar können auch Frauen sich ihre wechselnden Sexualpartner auswählen und Männer zurückweisen, aber Promiskuität wird fast immer als männlicher Beuteblick auf „schöne“ weibliche Körper dargestellt. Liebe und emotionale Leidenschaft gefährden nach Meinung der Weltregierung die Stabilität. Kunst und Literatur sind durch das „Fühlkino“ (im Original: Feelies) ersetzt, in dem auch körperliches Empfinden dem Zuschauer physiologisch übertragen wird. Die Geschichten sind trivial und gleichförmig auf Action und Erotik ausgelegt, der Handlungsverlauf der gezeigten Stücke ist ohne tiefere Bedeutung, da aufgrund der emotionalen Verarmung der Menschen das Verständnis für einen anspruchsvollen Inhalt fehlt.

### Droge Soma
Um größere Gefühlsschwankungen zu vermeiden, die zu negativen Verstimmungen führen können, nehmen die Menschen regelmäßig Soma ein, eine Droge, die stimmungsaufhellend und anregend wirkt und auch als Aphrodisiakum verwendet wird. Anders als Alkohol hat es bei üblicher Dosierung keine Nebenwirkungen und wird synthetisch hergestellt. Motto: Ein Gramm versuchen ist besser als fluchen. bzw. Lieber ein Gramm als zu Missmut verdammt. Der Begriff wurde aus dem Hinduismus übernommen, die Droge funktioniert jedoch nicht wie das dortige „Soma“, sondern eher wie moderne Beruhigungsmittel.

### Krankheit, Altern und Tod
Krankheiten gibt es nicht mehr, sie werden durch pränatale Impfungen ausgemerzt. Die Menschen sind stets gesund und leistungsfähig. Das Altern geschieht fast unmerklich. Die Menschen spüren keinen körperlichen Leistungsrückgang und verändern sich durch Sportaktivitäten und Verwendung moderner Kosmetik äußerlich nur geringfügig. Die menschliche Lebenszeit ist auf ein Alter zwischen 60 und 70 Jahren begrenzt. Bis dahin bleiben die Menschen vital und sterben dann sehr schnell und schmerzlos im Soma-Halbschlaf in einem Hospiz. Die Angst vor dem Tod wird durch Konditionierung beseitigt, indem z. B. Kindergruppen durch Sterbehospitale geführt werden, wo still vor sich hindämmernde, aber anscheinend glückliche Sterbende zu sehen sind.

### Bildung und Forschung

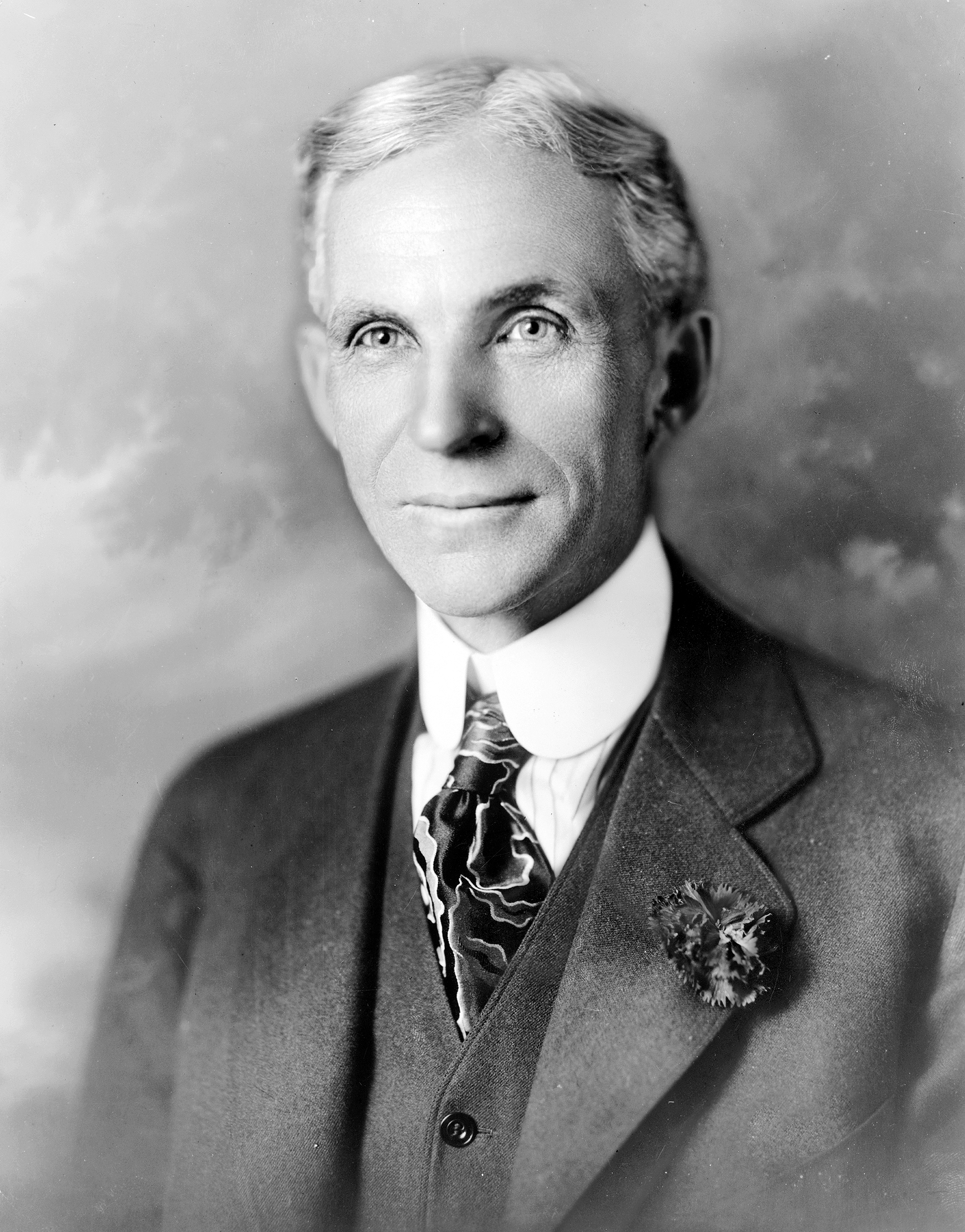
Henry Ford 1919

Bildung beschränkt sich auf eine pragmatische, für die Gemeinschaft nützliche Wissensvermittlung: Humanistische Bildung ist nicht gewünscht. Jede Bildung, die sich auf kulturelle Überlieferung stützt, wird unterdrückt. Die offizielle Propaganda über die schlechten Zustände in der vorhergehenden Welt ist für die allermeisten Bürger die einzige Geschichtskenntnis. Dementsprechend wurden auch sämtliche Museen geschlossen, alle Denkmäler zerstört und alle vor dem Jahr 150 A.F. verfassten Bücher verboten.
Auch der technische Fortschritt wird eingeschränkt, um die Stabilität der Gesellschaft nicht zu gefährden. So wird z. B. die Einführung arbeitssparender Erfindungen verboten, da weitere Fortschritte in der Fertigung die biologische Prädestination sinnlos machen und Arbeitslosigkeit zu Unzufriedenheit führen würde.

### Kulthandlungen
An die Stelle der Religion tritt ein Verehrungskult für den Automobilbauer Henry Ford. Wichtige Persönlichkeiten werden als „Fordschaft“ (Original: „Fordship“) angesprochen. Symbol des Kultes ist der Buchstabe T in Erinnerung an das Modell T des Ford-Konzerns und auch in Anlehnung an das christliche Kreuz, welches durch ein T ersetzt wurde. Eine Variante des Ford-Kultes ist die Verehrung Sigmund Freuds, des Begründers der Psychoanalyse. So wurde aus der häufig gebrauchten Floskel „Oh, Gott“ der Ausruf „Oh, Ford“ oder „Oh, Freud“. Im sogenannten „Solidarity Service“ wird eine Art Gottesdienst mit Singen und Tanzen begangen, der nach Soma-Einnahme in einer Gruppensex-Orgie endet.
Die Menschen im Reservat leben nach einem religiösen Kult, der christliche Vorstellungen mit indianischem Naturglauben verbindet. Dazu gehören auch Initiations- und Geißelungsrituale.

## Aldous Huxley zur „Schönen neuen Welt“
„Huxley befasste sich noch mehrfach eingehend mit seiner Dystopie.“ Schon 1946, in seinem Vorwort für die Neuauflage fünfzehn Jahre nach der Erstveröffentlichung, reflektiert er über die Schwächen und Stärken seines Romans: Er sieht „erhebliche Mängel“, „Formfehler“ und „literarische Vergehen“, deren größtes sei, dem Wilden nur zwei Lebensweisen zur Auswahl geboten zu haben, die für ihn und uns als Leser gleich unattraktiv seien. Es wäre besser gewesen, eine praktikable Alternative, eine „Chance zur Vernunft“, beschrieben zu haben: eine dezentrale Ökonomie und Selbsthilfe innerhalb des Reservats, orientiert an den Ideen von Henry Georges, Pjotr A. Kropotkin und gestützt auf wissenschaftliche und technische Entwicklung. Diese würden auch verwendet zur Erforschung „des Letzten Sinn und Zwecks menschlichen Daseins“, des Tao, des Logos und der Göttlichen Transzendenz bzw. Brahmans. „Und die herrschende Lebensphilosophie wäre eine Art Hochutilitarismus, der das Prinzip des Größten Glücks dem Prinzip des Letzten Sinns und Zwecks unterordnete.“
Ein weiteres Defizit sieht Huxley in seiner Missachtung der zerstörerischen und energetischen Kräfte der Kernspaltung, die zur Zeit der Erstveröffentlichung schon diskutiert worden waren. Aber andere Prognosen hätten sich inzwischen unmittelbar oder als Tendenz bestätigt: Angesichts der von der Massenproduktion für eine überwiegend besitzlose Bevölkerung verursachten sozialen Turbulenzen würden Regierungen durch Propaganda, Konditionierung, Scheinkompensationen wie sexuelle Freizügigkeit und Drogen Menschen dazu verführen, ihr Sklavendasein zu lieben.
Die aktuelle politische Entwicklung (1946) könne sich entweder zu Konflikten zwischen nationalistischen totalitären Staaten mit der Gefahr eines die Menschheit vernichtenden Atomkrieges entwickeln oder in Richtung einer effektiven Herrschaft in Form eines „supranationalen Gebildes“, „in dem eine allmächtige Exekutive von Politbossen und ihr Heer von Managern eine Bevölkerung aus Sklaven kontrolliert“, die ihr Sklavendasein liebt. „Im Großen und Ganzen scheint uns Utopia also viel näher, als es irgendwer vor nur fünfzehn Jahren sich hätte denken können.“ Diese Sorge Huxleys, „der Horror holt uns womöglich bereits innerhalb der nächsten hundert Jahre ein“, erklärt das dem Roman vorangestellte Motto von Berdiajew.

## Interpretationen
Von Huxleys Werk ist in Deutschland außer Schöne neue Welt kaum etwas bekannt – und dieser so erfolgreiche Roman auch mehr seinem Titel als seinem Inhalt nach. Wenn die Titel-Chiffre benutzt wird, verweist sie oft nur auf die erstaunlich frühe Thematisierung der manipulativen Möglichkeiten der Biologie: die Schöne neue Welt wird als Prophezeiung gelesen. „Der literarische Bestseller von 1932 gilt heute manchem als prophetisch.“ Huxley selbst folgt dieser Sicht, indem er in seinem Vorwort von 1946 das Thema des Romans als die Auswirkungen des wissenschaftlichen Fortschritts auf die Menschen definiert. Aber die Haltung Huxleys gegenüber der Eugenik war „keineswegs nur ablehnend“ und der Roman sei insgesamt „sehr vielschichtig“: „Gesellschaftssatire, Konsumkritik, biowissenschaftliche Horrorvision, Kommentar zur Rolle von Forschung und Forschern, Reformutopie.“ Seine prognostische Treffsicherheit in der Extrapolation wissenschaftlicher Entwicklungen, seine Fortschrittskritik ist daher nur eine Facette seiner Bedeutung.
Der historische Kontext der Entstehung des Romans, die Zeit nach dem Ersten Weltkrieg, in den von ihm und technischen Innovationen ausgelösten politischen und sozialen Konflikten, nach dem Börsencrash von 1929 und der folgenden Weltwirtschaftskrise war eine Zeit extremer Umbrüche, die allen Kunstgattungen neue Fragen stellte. Noch aber waren faschistische Bewegungen nicht dominierend und Huxley stand vor anderen Problemen als später George Orwell, der oft in einem Atemzug mit Huxley genannt wird. Der aber hatte den Totalitarismus der Sowjetunion und Deutschlands noch nicht vor Augen.
Im Gegensatz zu Orwells 1984 beruht die Herrschaft in der neuen Welt nicht auf Gewalt, sondern auf Bedürfnisbefriedigung und Zustimmung: Verführungen sind effektiver als Verhaftungen. Huxley, der 1926 mit seiner Frau die USA bereiste, imaginierte danach eine konsumistische totalitäre „Herrschaft von innen“: Von Los Angeles spricht Huxley als ´City of Dreadful Joy´, Stadt des furchterregenden Vergnügens. Schon 1928 publizierte er einen Aufsatz mit dem Titel „The Outlook for American Cultur: Some Reflections in a Machine Age“, der eine moderne Fertigungsarchitektur, Massenproduktion und Konsumbereitschaft als „Zukunft der Welt“ beschreibt. Daraus wird später das Basiskonzept von Schöne neue Welt, dieser „technologischen Diktatur“. Diese praktiziert keinen offenen Terror, aber die Zerstörung jeglicher Individualität ist „nicht minder totalitär.“ Huxley wendet sich daher durch Überzeichnung gegen die amerikanische Konsumgesellschaft, die Schöne neue Welt ist „weniger als Zukunftsroman denn als Satire auf die gesellschaftlichen Verhältnisse seiner Zeit verfasst.“
In der europäischen Gesellschaft zwischen den Weltkriegen hatte sich die sexuelle Moral schon deutlich gegenüber der des 19. Jahrhunderts liberalisiert. Huxleys Skizze einer Promiskuität mit staatlich verordneter Verhütung war eine suggestive Spitze gegen konservative Einstellungen und daher nicht nur Schreckensvision, sondern auch Wunschvorstellung. Die Schöne neue Welt wurde daher von manchen als neues Paradies erhofft und nicht als Dystopie gefürchtet.
Ein auch vom Autor selbst angesprochenes Problem ist die symbolische Bedeutungslosigkeit des Reservats. In den Utopien seit dem 16. Jahrhundert setzten sich bis zum 19. Jahrhundert die fiktiven Gesellschaften meist positiv, später dann negativ von den Realitäten ab. Dagegen ist die Wertung der in der Schönen neuen Welt gezeigten Alternativen in beiden Fällen negativ: Vom Standpunkt der meisten Leser ist weder die neue Zivilisation noch die der Pueblo-Indianer attraktiv. Das Dorf mit dem redenden Namen Malpais (etwa: Schlechtes Land) ließe sich cum grano salis zwar als notwendiges Durchgangsstadium der Zivilisation behaupten, aber die Darstellung im Roman betont statt der historischen Errungenschaften nur die abstoßenden Merkmale – dahin zurück will daher auch der Wilde nicht. Deswegen notiert Huxley selbstkritisch in seinem Vorwort von 1946 (siehe oben) als seinen „größten Lapsus“, dass er dem Wilden keinen „dritten Weg“, keinen positiven Ausweg zwischen jener Utopie und dieser Primitivität angeboten habe. So hat das Reservat für den Leser nur noch die Funktion, die Herkunft des Wilden zu erklären. Diese perspektivische Unvollständigkeit von Huxleys Utopie stärkt daher die These, er habe seinen Roman vor allem als Gesellschaftssatire konzipiert.
Auch John Savage, der Wilde, ist ein problematischer Protagonist. Wie die „Zivilisation“ ihren Nachwuchs in Glaskugeln züchtet, so wird Shakespeare für John zur Retorte, aus der er seine ganze vorfabrizierte Weltanschauung schöpft. Im Schlagabtausch des 17. Kapitels zieht er zwar die für die Debatte passenden Zitate wie eilige Trümpfe, aber nie sind es seine eigenen Worte: „Er hätte gern darüber [über den Tod] gesprochen, aber es gab keine Worte. Nicht einmal bei Shakespeare.“ Er ist daher nur eingeschränkt selbstbestimmt und wird aufgrund seiner shakespearischen Weisheiten eine ironische „Kreuzung von Naturbursche und Kunstfigur“, die Adorno sozialpsychologisch als „Ausweis jenes elitären Kulturbegriffs“ wertete, mit dem Huxley als Vertreter des Bürgertums die Massengesellschaft kritisiere. Uda Strätling vermutet einen eher innerliterarischen Zusammenhang: „In der Gestalt des Wilden parodiert Huxley in gewisser Weise die Glorifizierung des Primitiven bei seinem Schriftstellerkollegen und Freund D. H. Lawrence.“ Auch wenn Huxley mit dem Wilden und dem Reservat Topoi utopischer Diskurse vorführt, bietet er dem Leser keine Anknüpfungspunkte für seine Imagination und Orientierung. „Jedenfalls erklärt sich damit, warum Huxleys Schöne neue Welt auch in dieser Hinsicht eher alt erscheint.“

## Nachwirkungen

### Philosophische Diskussion

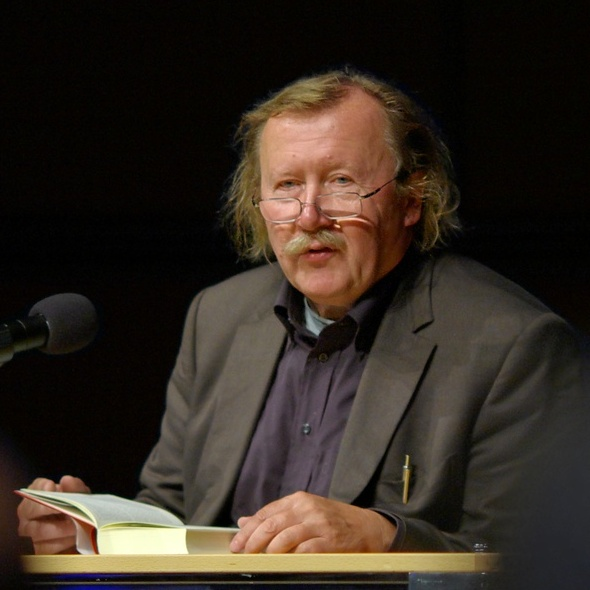
Peter Sloterdijk (2009)

Wie ähnlich unsere Welt in Bezug auf biotechnologische Möglichkeiten der „schönen neuen Welt“ ist oder einmal sein wird, wurde im September/Oktober 1999 in der Wochenzeitung Die Zeit diskutiert. Die Diskussion entzündete sich an einem Vortrag des Philosophen Peter Sloterdijk mit dem Titel Regeln für den Menschenpark, in dem er althergebrachte humanistische Rezepte der Menschheitsverbesserung in Frage stellt und an deren Stelle „anthropotechnische“ Maßnahmen andenkt. Eine für den damals gerade losgetretenen Diskurs verbindliche Fassung dieses Vortrags wurde von Peter Sloterdijk in der Wochenzeitung Die Zeit veröffentlicht. An der damaligen Sloterdijk-Debatte beteiligten sich Philosophen, Rechtswissenschaftler und Bioethiker wie Thomas Assheuer, Jürgen Habermas, Manfred Frank, Ludger Lütkehaus und Ernst Tugendhat sowie – in Erwiderung bzw. Angriff auf Thomas Assheuer und Jürgen Habermas und die Kritische Theorie – Peter Sloterdijk. Im Jahr 2000 lieferte Helmut Walther eine geraffte Zusammenfassung dieser Debatte; weitere Diskursbeiträge aus dem Jahr 1999 finden sich im bereits oben genannten Verweis.

### Der RomanElementarteilchen

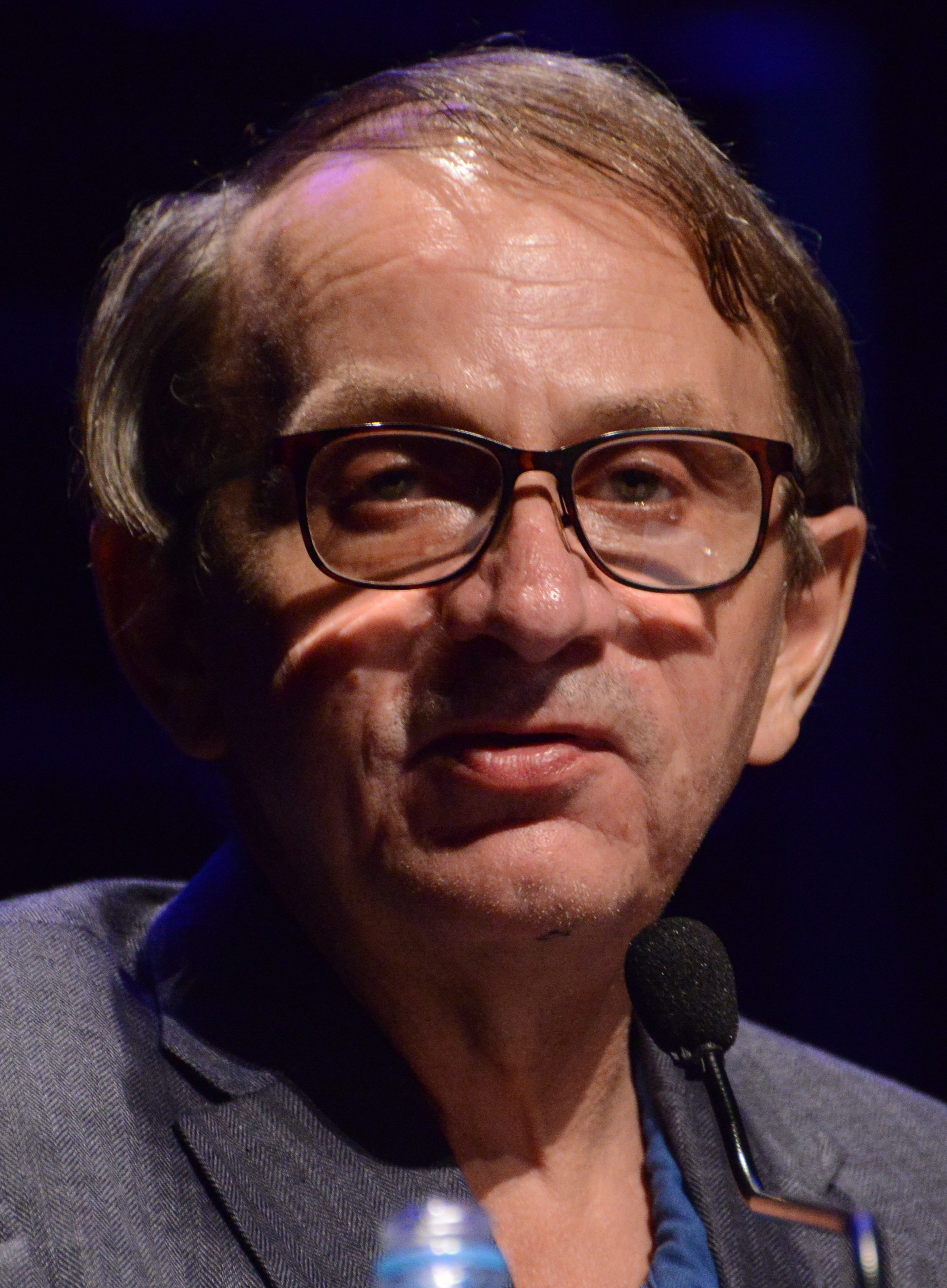
Michel Houellebecq (2016)

Michel Houellebecq setzt sich in seinem 1998 erschienenen Roman Elementarteilchen (im 10. Kapitel des 2. Teils) intensiv mit Aldous Huxley und dessen Bruder Julian auseinander. Er vertritt die These, es sei Heuchelei, in dem Buch einen totalitären Albtraum zu sehen, es sei vielmehr hinsichtlich der genetischen Kontrolle, der sexuellen Freiheit, des Kampfes gegen das Altern und der Freizeitkultur ein Paradies. Aldous Huxley habe erst später in seinem Essayband Brave New World Revisited (dt. Dreißig Jahre danach oder Wiedersehen mit der Wackeren Neuen Welt) versucht, seinen Roman als Anklage und Satire hinzustellen. In der Wochenzeitung Die Zeit erschien 1999 im Umfeld der damaligen Sloterdijk-Debatte von Norbert Niemann eine Rezension zu diesem Roman, die sowohl biotechnologische Möglichkeiten der Menschheitsverbesserung als auch den Teilverlust des Menschseins ins rein Sexuelle – mit Bezug auf die „schöne neue Welt“ – thematisiert.

## Adaptionen

### Hörspiele
- Brave new World. CBS-Radiohörspiel 1956. Von und mit Aldous Huxley (englisch)[85]
- Wackere neue Welt (HR 1967) Hörspielfassung: Palma. Regie: Ludwig Cremer. Mit Manfred Schradi, Wolfram Besch, Joachim Ernst, Isabelle Stumpf u. a.
- Schöne neue Welt. Hörspiel. DRS Basel 1969. Regie: James Meyer. Von Helmut Helmar
- Schöne neue Welt. Hörspiel. Bayerischer Rundfunk 1984. Regie: Wolf Euba. Von Helmut Swoboda. Mit Karl Walter Diess, Thomas Holtzmann, Peter Lieck, Eva Astor, Wolfgang Büttner, Hans Quest, Robert Atzorn u. a.
- Brave New World. Hörspiel. Audio Partners Publishing Corporation 1998. BBC Audiobooks America 2003. Von Aldous Huxley. Mit Michael York (englisch)
- Schöne neue Welt: Ein Roman der Zukunft. Der Hörverlag München 2013. Von Uda Strätling. Mit Matthias Brandt, Sven Stricker
- Brave Neue Welt. Hörspiel, welches nicht die Geschichte von Brave New World erzählt, aber im gleichen Universum spielt. Von Jörg Diernberger. Mit Christian Ulmen, Kathrin Angerer, Sabine Vitua u. a.[86]
- Schöne neue Welt. Hörspiel. RBB 2016. Regie: Regine Ahrem. Mit Leslie Malton, Lars Rudolph, Irm Hermann, Gerd Wameling u. a.

### Theater
Anfang September 2012 startete die American Drama Group mit dem Theaterstück Brave New World eine mehrmonatige Europatournee.
Die Uraufführung des Theaterstücks Schöne neue Welt in der Bearbeitung von Robert Koall fand am 12. September 2014 am Staatsschauspiel Dresden statt. Regie führte dabei Roger Vontobel.
Im März 2022 fand im Hessischen Staatstheater Wiesbaden die Premiere von Schöne neue Welt in einer neuen Stückfassung von Malte Kreutzfeldt statt.
Das Thalia-Theater in Hamburg brachte Schöne neue Welt im Januar 2023 als Drei-Personen-Stück (mit den Figuren Lenina, Bernard und John) in einer Bearbeitung von Amir Reza Koohestani und Keyvan Sarreshteh auf die Bühne.

### Musical
Am 8. Oktober 1994 fand die Erstaufführung von Schöne neue Welt als Musical im Kulturhaus Osterfeld in Pforzheim statt. Die Musik stammt von Stefan Wurz, der Rock- und Musicalmusik mit Zwölftonelementen kombinierte; das Libretto von Roland Maier.
Der Komponist und Musiker Achim Gieseler bekam 1998 in einem persönlichen Gespräch mit der Witwe von Aldous Huxley, Laura Huxley, die deutschsprachigen Musicalrechte für eine Bühnenaufführung des Romans Schöne neue Welt übertragen. Die Dramatisierung des Romans verfasste der Autor Volker Ludwig. Am 2. November 2006 fand im GRIPS Theater in Berlin die Weltpremiere des Musicals Schöne neue Welt statt.
Das Mittelsächsisches Theater Freiberg und Döbeln brachte das Musical am 19. Mai 2007 erstmals auf die Bühne.
Im Mai 2016 fand im Theater "North Carolina Stage" in Asheville die Uraufführung von Brave New World nach Huxley von Ben Andron (Buch) und John McDaniel (Musik) statt.

### Musik
- 2000 veröffentlichte die britische Heavy-Metal-Band Iron Maiden den Song Brave New World auf ihrem gleichnamigen Album, der sich inhaltlich mit Huxleys Roman befasst.

### Film und Serie
Schöne neue Welt wurde bislang nur für das Fernsehen verfilmt.
- 1980 erschien die erste Verfilmung unter dem Titel Brave New World. Sie wurde inszeniert von Burt Brinckerhoff und von dem US-amerikanischen Fernsehsender Universal TV produziert.
- 1998 wurde der Stoff als Geklonte Zukunft (Originaltitel erneut Brave New World) von Dan Wigutow Productions für das Fernsehen ein weiteres Mal verfilmt. In tragenden Rollen waren u. a. Peter Gallagher (Bernard Marx), Rya Kihlstedt (Lenina Crowne), Tim Guinee (John), Sally Kirkland (Linda), Miguel Ferrer (DHC) und Leonard Nimoy (Mustapha Mond) zu sehen.
- 2008 wurde eine Neuverfilmung unter Regie von Ridley Scott und mit Leonardo DiCaprio als John angekündigt,[92] die jedoch in den darauf folgenden Jahren nicht realisiert wurde und einem Interview mit Scott von 2012 zufolge eventuell ganz im Sand verlaufen wird, da es „schwierig“ sei und „vielleicht lieber ein Buch bleiben sollte“.[93]
- 2020 erschien mit Brave New World eine Video-Serie, die den Stoff des Buchs interpretiert. Die Welt und Charaktere sind in abgewandelter Form übernommen. Die Darstellung der Sexualität nimmt dem Medium gemäß größeren Raum ein, als dies im Buch der Fall ist. Einer der wesentlichen Unterschiede ist die Darstellung des Kastensystems. Während das Kastensystem im Buch, wie alles Andere auch, der Stabilität und sozialen Ruhe dient, wird es in der Serie dramatisiert und als ausbeuterisch, unterdrückerisch dargestellt.

## Buchausgaben

### Englischsprachige Ausgaben
- Brave New World. A Novel. Chatto & Windus, London 1932 (britische Erstausgabe ohne Vorwort[94]).
- Brave New World. A Novel. Doubleday, Doran & Co, Garden City (N.Y.) 1932 (amerikanische Erstausgabe ohne Vorwort[95]).
- Brave New World, a novel by Aldous Huxley. With a foreword for this edition Harper & Brothers, New York 1946 (amerikanische Ausgabe mit Vorwort[96]).
- Brave New World. Chatto & Windus, London 1949 (britische Ausgabe mit Vorwort).

### Deutschsprachige Ausgaben
- Welt – wohin? Ein Roman der Zukunft (Übersetzt von Herberth E. Herlitschka), Insel, Leipzig 1932, OCLC 72070200.
- Wackere neue Welt. Ein Roman der Zukunft. 2. Ausgabe. Mit dem Vorwort zur englischen Neu-Ausgabe 1949. Deutsch von Herberth E. Herlitschka, Steinberg, Zürich 1950, OCLC 72070204, Digitalisat auf archive.org.
- Schöne neue Welt. Wunschtraum und Alptraum der Zukunft. Ins Deutsche übersetzt von Herberth E. Herlitschka, (Fischer Bücherei Taschenbuch 26). Fischer, 1953.
- Schöne neue Welt. Utopischer Roman. Aus dem Englischen von Eva Walch. Mit einem Nachwort von Horst Höhne, Das Neue Berlin, Berlin 1978 (DNB 790194880), sowie 1988 bei Reclam, Leipzig (DNB 880835842)
- Schöne neue Welt. Ein Roman der Zukunft. Aus dem Englischen von Herberth E. Herlitschka. Fischer Taschenbuch, Frankfurt am Main 2007, ISBN 978-3-596-17577-2.
- Schöne neue Welt. Ein Roman der Zukunft. Aus dem Englischen von Uda Strätling. Mit einem Nachwort von Tobias Döring, 7. Auflage, mit einem Vorwort des Autors von 1946 und Anmerkungen, Fischer KlassikTaschenbuch, Frankfurt am Main 2018, 363 Seiten ISBN 978-3-596-90573-7. (Zitiert als 7. Auflage 2018)